# Michael Gray (DJ)
Michael Anthony Shefford Gray (Croydon, Inglaterra, 25 de julio de 1966), más conocido por su nombre artístico Michael Gray es un disc-jockey y productor británico, es conocido por su sencillo «The Weekend» publicado en 2004, sería miembro del dúo musical, Full Intention.

## Carrera musical

### Inicios (1990-2007)
Michael Gray publicaría su megamix, «The Brits 1990 (Dance Medley)» en 1990 por Brit Awards el cual conseguiría el segundo puesto en UK Singles Chart.
En 2004, Gray comenzaría a producir música bajo su actual nombre artístico, siendo su primera producción, el sencillo «The Weekend» el cual se convertiría en un éxito a nivel mundial a finales de ese mismo año, alcanzando el puesto número 7 en el UK Singles Chart cuando Gray conseguiría una licencia a través de Universal Music TV. El sencillo registraría más de 20 000 reproducciones en la radio, y estar entre las 10 primeras canciones en las listas de Billboard Hot Dance Airplay en 2005 en los Estados Unidos, en donde el álbum sería lanzado al aire por Ultra Records. El sencillo sería usado para un comercial de Honda en Italia, y en el episodio «Sofia's Choice» de la serie Ugly Betty en 2007.
El siguiente sencillo hecho por Michael sería «Borderline», publicado el 24 de julio de 2006 en colaboración con Shelly Poole, un miembro del dúo musical Alisha's Attic. La canción alcanzaría el puesto número 3 en el ARIA Club Chart y el puesto número 12 en el UK Singles Chart. En 2007, Michael publicaría su primer álbum, «Analog Is On», álbum que estaría al aire un corto tiempo en Japón.
En 2007, Michael publicaría su tercer sencillo, «Somewhere Beyond», sencillo hecho en colaboración con Steve Edwards, y que alcanzaría el puesto número 5 en el ARIA Club Chart.

### Actualidad (2007-presente)
A comienzos de la década del 2000, Michael Gray publicaría los sencillos: «I Believe In You», «Hi Fashion» con Maria Lawson, «Watcha Gonna Do», «Miami Ice», «Better Than Perfect», «Robot Man» y «Ready For This» con Nanchang Nancy, siendo el último sencillo un éxito, alcanzando el puesto número 5 en el UK Singles Chart, y el número 1 en el UK Upfront Club Chart.
En 2009, Michael Gray firmaría un contrato con el sello discográfico, Full Intention Records, en el que lanzaría los sencillos: «Once In A Lifetime», «I Will Follow» y «Forever».
En 2010, Michael Gray publicaría los sencillos: «Home» con Paul Harris, Kid Massive y Sam Obernik, «Caught Up (ft. Amanda Wilson)» con Paul Harris y Jon Pearn, y «Lights Down Low» con Jon Pearn, Rob Roar y Cassandra Fox. 
Michael Gray haría una aparición en el Belgrade Arena junto a David Guetta. A finales de 2010, Michael haría un remix de la canción de CeeLo Green, «It's OK».
En 2011, lanzaría el sencillo «The Underground» en colaboración con Marco Lys. En 2013 lanzaría su sencillo «My World» bajo el nombre de MGNY en colaboración con el vocalista NY.
Junto al dúo Full Intention lanzaría los sencillos «Keep Pushing» en 2016 y «I Miss You» en 2017. En 2016 Michael lanzaría nuevas versiones de su sencillo «Walk Into The Sun», con un notable remix hecho por el dúo, Full Intention. En 2018 el dúo haría un remix de la canción de David Penn «Join Us». Entre 2018 y 2019, Michael Gray lanzaría los sencillos: «Keep Moving On» junto a los vocalistas Kimberley Brown y Shirley Marie, «24/7 People», «Take Me Back» y «Brother Brother». En 2019, Michael haría un remix de la canción «You Make Me Feel (Mighty Real)» hecha por Sylvester, y que se convertiría en un éxito y que sería reproducido por diferentes DJs en clubs y conciertos.  
En 2020, Michael Gray, lanzaría un nuevo Sultra Mix de su primer sencillo, «The Weekend». Ese mismo año, el haría una colaboración con el vocalista RoRoe para la canción «The One», lanzado por Sultra Records. En septiembre de ese mismo año, lanzaría la canción «The Sun» junto a The Melody Men. Conseguiría estar en el puesto número uno en el Top Artists of 2020, lista hecha por Traxsource.
Michael Gray haría actos como DJ en varios países, principalmente en Polonia, Alemania, Filipinas, Australia, Rusia, Brasil, Georgia, España y Países Bajos.

## Discografía

### Álbumes de Estudio
- Analog Is On (2007)

### Sencillos
| 1990                                      | "The Brits 1990 (Dance Medley)" (Acreditado a varios artistas)    | 2   | —  | —  | —  | —  | —  | —  | —  | —  | No pertenece a un álbum |
| 2004                                      | "Whatcha Gonna Do" (junto a Maria Lawson)                         | 193 | —  | —  | —  | —  | —  | —  | —  | —  | No pertenece a un álbum |
| 2004                                      | "The Weekend"                                                     | 7   | 14 | 49 | 11 | 19 | 22 | 22 | 29 | 49 | No pertenece a un álbum |
| 2006                                      | "Borderline" (Junto a Shelly Poole)                               | 12  | 49 | 63 | 52 | —  | 42 | 42 | 78 | 75 | No pertenece a un álbum |
| 2007                                      | "Somewhere Beyond" (Junto a Steve Edwards)                        | —   | —  | —  | —  | —  | 86 | —  | —  | —  | No pertenece a un álbum |
| 2008                                      | "Ready for This" (Junto a Nanchang Nancy)                         | —   | —  | —  | —  | —  | —  | —  | —  | —  | No pertenece a un álbum |
| 2011                                      | "Piece of You" (Junto a Laura Kidd)                               | —   | —  | —  | —  | —  | —  | —  | —  | —  | No pertenece a un álbum |
| 2012                                      | "Can't Wait for the Weekend" (Junto a Roll Deep)                  | —   | —  | —  | —  | —  | —  | —  | —  | —  | X Álbum de Roll Deep    |
| 2013                                      | "My World" (Junto a NY)                                           | —   | —  | —  | —  | —  | —  | —  | —  | —  | No pertenece a un álbum |
| 2016                                      | "Walk Into The Sun" (Junto a Ann Saunderson)                      | —   | —  | —  | —  | —  | —  | —  | —  | —  | No pertenece a un álbum |
| 2018                                      | "Keep Moving On" (Junto a Kimberley Brown y Shirley Marie Graham) | —   | —  | —  | —  | —  | —  | —  | —  | —  | No pertenece a un álbum |
| 2019                                      | "24 7 People"                                                     | —   | —  | —  | —  | —  | —  | —  | —  | —  | No pertenece a un álbum |
| 2019                                      | "Take Me Back"                                                    | —   | —  | —  | —  | —  | —  | —  | —  | —  | No pertenece a un álbum |
| 2019                                      | "Brother Brother" (Junto a Kimberley Brown)                       | —   | —  | —  | —  | —  | —  | —  | —  | —  | No pertenece a un álbum |
| 2020                                      | "The One" (Junto a RoRoe)                                         | —   | —  | —  | —  | —  | —  | —  | —  | —  | No pertenece a un álbum |
| 2020                                      | "The Sun" (Junto a The Melody Men)                                | —   | —  | —  | —  | —  | —  | —  | —  | —  | No pertenece a un álbum |
| "—" denota elementos que no clasificaron. |                                                                   |     |    |    |    |    |    |    |    |    |                         |

### Remixes
- 2004 Scape featuring D´Empress - Be My Friend (Michael Gray Remix)
- 2005 Yanou - Sun Is Shining (Michael Gray Remix)
- 2007 Splittr - All Alone (Michael Gray Remix)
- 2008 Seamus Haji, Lords Of Flatbush - 24 Hours (Michael Gray Remix)
- 2008 Cicada - Beautiful (Michael Gray Remix)
- 2008 Priors - What You Need (Michael Gray Remix)
- 2008 Danism - Strike (Michael Gray Remix)
- 2009 Kläder & Vapen Featuring Anna Ternheim – What Have I Done (Michael Gray Remix)
- 2009 Gary Go - Open Arms (Michael Gray Remix)
- 2009 Visage - Fade to Grey (Michael Gray Remix)
- 2010 Izzy Stardust and Dumb Dan - Looking Out For A Bigger Love (Michael Gray Remix)
- 2010 Valeriya - All That I Want (Michael Gray Remix)
- 2010 Cee Lo Green - It's OK (Michael Gray Remix)
- 2011 Sterling Void - Runaway Girl (Michael Gray Remix)
- 2012 Tara McDonald - Give Me More (Michael Gray Remix)
- 2013 Kamaliya - Love Me Like (Michael Gray Remix)
- 2015 Electronic Youth - Be Right There (Michael Gray Remix)
- 2019 Advance - Take Me To The Top (Michael Gray Remix)
- 2019 Sylvester - You Make Me Feel (Mighty Real)  (Michael Gray Remix)
- 2019 Alton Edwards - I Just Wanna (Spend Some Time with You)  (Michael Gray Remix)
- 2019 Mahogany - Ride On The Rhythm (Michael Gray Remix)
- 2019 Raw Silk - Just In Time (Michael Gray Remix)
- 2019 Billy Porter - Love Yourself (Michael Gray Club Remix)
- 2019 Husky, Brazen - Only One Way (Michael Gray Remix)
- 2019 Karen Harding and Who - I Don't Need Love (Mark Knight and Michael Gray Remix)[8]
- 2020 Bobby D'Ambrosio featuring Lasala - Runaway Love (Michael Gray Remix)
- 2020 Jasper Street Co. - Paradise (Mark Knight & Michael Gray Remix)
- 2020 Glen Horsborough & IDA fLO - Switched On (Michael Gray Remix)
- 2020 Chevals - Thank You For The Ride (Michael Gray Remix)
- 2020 World Premiere - Share The Night (Michael Gray Remix)
- 2020 Vicky D - The Beat Is Mine (Michael Gray Remix)
- 2020 Homero Espinosa feat. Tobirus Mozelle - Love Is The Cure (Michael Gray Remix)
- 2020 Serious Intentions - You Don't Know (Michael Gray Remix)
- 2020 Chanelle, Eric Kupper - One Man (Michael Gray Remix)
- 2020 Anané - Get On The Funk Train (Michael Gray & Mark Knight Mix)
- 2020 Lou Casablanca - Move With The Beat (Michael Gray Remix)
- 2020 Hi Voltage - Lets Get Horny (Michael Gray Remix)
- 2021 Supakings - Back and Forth (Michael Gray Remix)
- 2021 Raze - Break 4 Love (Michael Gray Remix)
- 2021 Cultural Vibe - Ma Foom Bey (Michael Gray Remix)